# 妇女翼
妇女翼（英語：women's wing），又称妇女支部、妇女派系、妇女团体、妇女组织等，是隶属于政党的组织，它包括党内女性成员，或为促进党内妇女权益行动。这些组织有不同的角色和类型，有些让女性参加，有些则自动将所有女性党员纳入妇女翼。其目的是鼓励妇女加入正式的政党结构，但让她们在更舒适的环境中，没有男性参与。